# Руан (трасса)
Трасса Руан (фр. Rouen-Les-Essarts) — гоночная трасса, проложенная по дорогам недалеко от города Руан, Франция. На трассе проводились пять Гран-при Франции «Формулы-1» в 1952-1968 годах.
На момент открытия в 1950 году автодром Руан был одним из самых современных в Европе — современные боксы, трибуны и широкая трасса. Трасса была среднескоростной. Трасса была закрыта в 1994 году по экономическим причинам и соображениям безопасности.
В гонках «Формулы-1» использовалась в конфигурациях с длиной 5 100 метра (1952) и 6 542 метра (с 1957 года).

## Победители Гран-при Франции на трассе Руан
| Сезон | #  | Пилот               | Конструктор      | Отчёт |
| ----- | -- | ------------------- | ---------------- | ----- |
| 1968  | 18 | Жаки Икс            | Ferrari          | Отчёт |
| 1964  | 14 | Дэн Герни           | Brabham — Climax | Отчёт |
| 1962  | 12 | Дэн Герни           | Porsche          | Отчёт |
| 1957  | 7  | Хуан-Мануэль Фанхио | Maserati         | Отчёт |
| 1952  | 3  | Альберто Аскари     | Ferrari          | Отчёт |